# Matej Ferjan
Matej Ferjan (ur. 5 stycznia 1977 w Lublanie, zm. 22 maja 2011 w Gorzowie Wielkopolskim) – słoweński narciarz i żużlowiec, posiadający również węgierskie obywatelstwo i licencję żużlową.

## Życiorys
Przed rozpoczęciem kariery żużlowej Matej Ferjan uprawiał narciarstwo klasyczne. W barwach reprezentacji Słowenii startował w zawodach regionalnych. Jednak z powodu kontuzji kolana musiał zrezygnować z uprawiania tego sportu i tym samym przesiadł się na żużel.
W dniu 22 maja 2011 został znaleziony martwy w swoim samochodzie. W jego organizmie wykryto środki odurzające. Sekcja zwłok wykluczyła udział osób trzecich w zakresie spowodowania obrażeń wewnętrznych lub zewnętrznych; urazów takich nie stwierdzono.

## Starty w Grand Prix na żużlu
| Sezon | Numer | 1     | 2     | 3     | 4     | 5     | 6     | 7     | 8     | 9     | 10    | Msc. | Pkt. |
| ----- | ----- | ----- | ----- | ----- | ----- | ----- | ----- | ----- | ----- | ----- | ----- | ---- | ---- |
| 2001  | 22    | DEU 7 | GBR 7 | DNK 1 | CZE 2 | POL 3 | SWE 1 |       |       |       |       | 19   | 21   |
| 2002  | 18    | NOR 1 | POL 1 | GBR 1 | SVN 2 | SWE 1 | CZE 6 | SCA 1 | EUR 1 | DNK 2 | AUS 6 | 22   | 22   |
| 2006  | 16    | SVN 3 | EUR   | SWE   | GBR   | DNK   | ITA   | SCA   | CZE   | LVA   | POL   | 23   | 3    |

| Statystyki        | Statystyki |
| ----------------- | ---------- |
| Starty            | 17         |
| Zwycięstwa        | 0          |
| Miejsca na podium | 0          |
| Finalista         | 0          |
| Punkty            | 46         |

## Starty w drużynowych mistrzostwach Polski na żużlu
Źródło.
Legenda:      awans      spadek
| Sezon | Liga       | Klub                               | Miejsce | Mecze | Biegi | Punkty | Bonusy | Razem | Śr. bieg. | Zwycięzca ligi              | Mistrz Polski                    |
| ----- | ---------- | ---------------------------------- | ------- | ----- | ----- | ------ | ------ | ----- | --------- | --------------------------- | -------------------------------- |
| 1998  | I Liga     | Kuntersztyn GKM Grudziądz          | 7.      | 3     | 14    | 18     | 1      | 19    | 1,357     | Jutrzenka Polonia Bydgoszcz | Jutrzenka Polonia Bydgoszcz      |
| 2000  | I Liga     | ZKŻ Polmos Zielona Góra            | 1.      | 12    | 60    | 110    | 8      | 118   | 1,967     | –                           | Polonia Bydgoszcz                |
| 2001  | Ekstraliga | Radson Malma Włókniarz Częstochowa | 6.      | 10    | 45    | 55     | 6      | 61    | 1,356     | Apator Adriana Toruń        | Apator Adriana Toruń             |
| 2002  | I Liga     | TŻ Noban Opole                     | 7.      | 4     | 20    | 34     | 1      | 35    | 1,750     | ZKŻ Quick Mix Zielona Góra  | Point S Polonia Bydgoszcz        |
| 2003  | II Liga    | Intar przeglądżużlowy.pl Ostrów    | 2.      | 7     | 32    | 79     | 1      | 80    | 2,500     | GTŻ Primus Grudziądz        | Top Secret Włókniarz Częstochowa |
| 2004  | I Liga     | KM Intar Ostrów                    | 6.      | 3     | 16    | 32     | 2      | 34    | 2,125     | Lotos Gdańsk                | Unia Tarnów                      |
| 2005  | I Liga     | KSŻ Krosno                         | 7.      | 9     | 49    | 118    | 4      | 122   | 2,490     | Marma Polskie Folie Rzeszów | Unia Tarnów                      |
| 2006  | I Liga     | KM Intar Lazur Ostrów              | 2.      | 15    | 72    | 135    | 20     | 155   | 2,153     | ZKŻ Kronopol Zielona Góra   | Atlas Wrocław                    |
| 2007  | I Liga     | Stal Gorzów                        | 1.      | 20    | 102   | 217    | 12     | 229   | 2,245     | –                           | Unia Leszno                      |
| 2008  | Ekstraliga | Caelum Stal Gorzów                 | 6.      | 13    | 62    | 67     | 7      | 74    | 1,194     | Unibax Toruń                | Unibax Toruń                     |
| 2009  | I Liga     | GTŻ Grudziądz                      | 7.      | 16    | 85    | 149    | 9      | 158   | 1,859     | Unia Tarnów                 | Falubaz Zielona Góra             |
| 2010  | I Liga     | Start Gniezno                      | 3.      | 11    | 47    | 71     | 5      | 76    | 1,617     | Marma Hadykówka Rzeszów     | Unia Leszno                      |
| 2011  | Ekstraliga | PGE Marma Rzeszów                  | 5.      | 1     | 4     | 2      | 1      | 3     | 0,750     | Falubaz Zielona Góra        | Falubaz Zielona Góra             |

## Osiągnięcia

### Żużel
- Indywidualne Mistrzostwa Świata Juniorów (U-21)
  - 1998 - brązowy medal

- Indywidualne Mistrzostwa Europy
  - 2001 - 10. miejsce
  - 2004 - 2. miejsce
  - 2005 - 8. miejsce
  - 2006 - 5. miejsce
  - 2007 - 4. miejsce

- Indywidualne Mistrzostwa Słowenii
  - 1996 - 8. miejsce
  - 1997 - 1. miejsce
  - 1998 - 1. miejsce
  - 1999 - 1. miejsce
  - 2000 - 1. miejsce
  - 2001 - 1. miejsce
  - 2002 - 6. miejsce

- Indywidualne Mistrzostwa Węgier
  - 2003 - 1. miejsce
  - 2004 - 1. miejsce
  - 2005 - 3. miejsce
  - 2006 - 1. miejsce
  - 2007 - 1. miejsce

- Kryterium Asów Polskich Lig Żużlowych im. Mieczysława Połukarda
  - 2007 - 1. miejsce